# 龙骨 (中药)

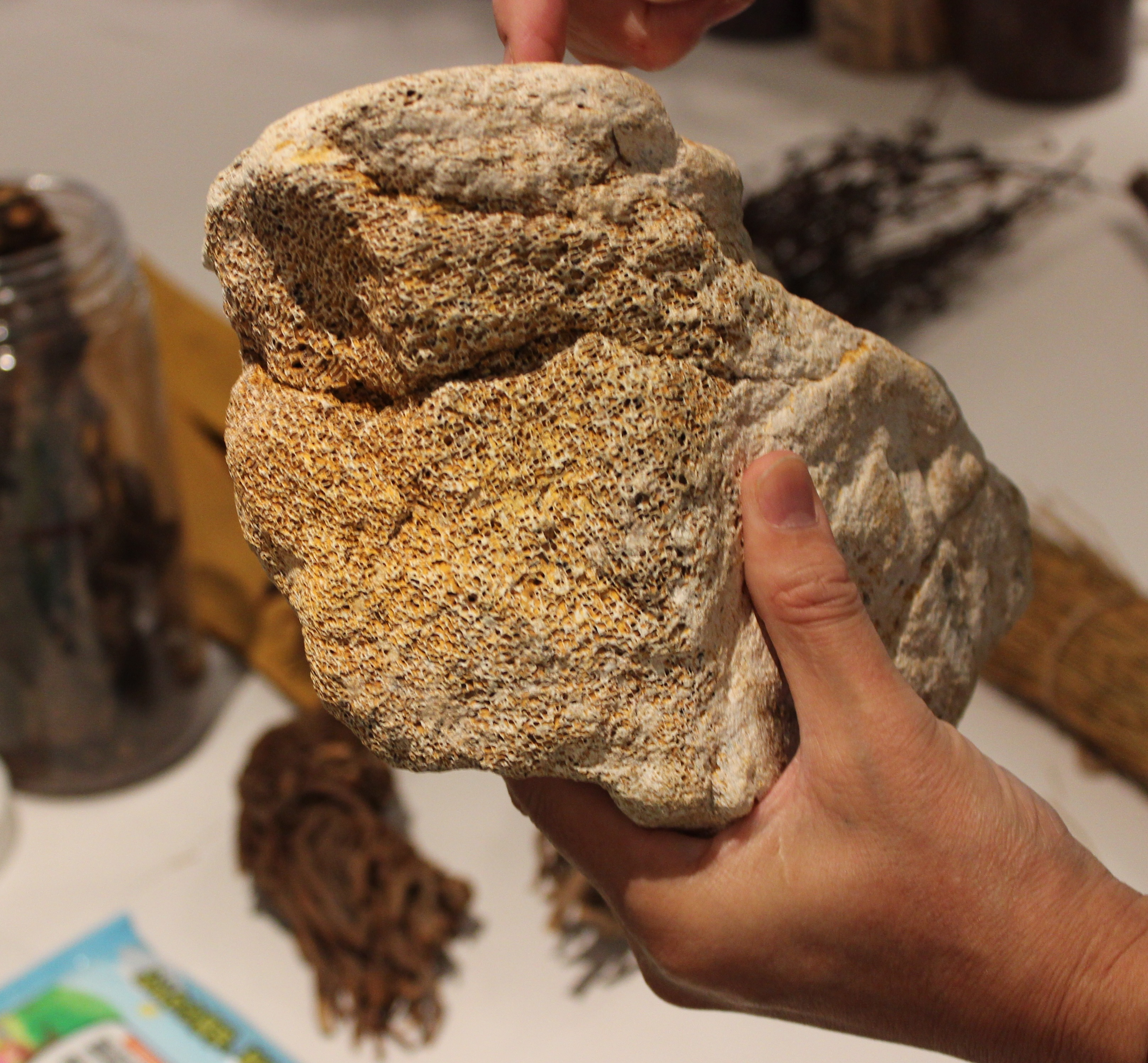
龙骨（哺乳动物化石）

龙骨是中药材，为古代大型哺乳动物象类、三趾马类、犀类、鹿类、牛类等骨骼的化石。本品记载于《神农本草经》，是中药中安神药的重镇安神药，药性甘、涩，平，入心、肝、肾经。中医认为龙骨有镇静安神、平肝潜阳、收敛固涩的功效。龙骨因为安神药可用来治疗心火偏亢、心神不安，又善平肝潜阳，故可用来治头痛眩晕，烦躁易怒，多梦等证。
龙骨及煅龙骨亦被中医用于治疗疟疾、炎症等。清人王懿荣因身患疟疾，令人从药店购买龙骨，偶然發現了刻有符號的龍骨，即中國已知最早的文字——甲骨文。
龍骨也曾是日本暢銷的漢方成藥「龍角散」的成份之一，但现时已调整为草本药材成分。

## 替代
《中国药典》1985版后不记载本品，目的是为了降低开采，但也造成对此物的成分研究、质量标准停滞不前。2010年《古生物化石保护条例》进一步限制了龙骨的开采和使用，只允许采用明确无考古科研价值的化石。现代中医药学界为缓解龙骨资源紧缺状况，对龙骨的替代进行研究，以寻找合适的龙骨替代品。
黄玉慧(2012)测量了生龙骨、煅龙骨、煅猪骨、煅牛骨、煅羊骨中23种无机元素含量，确定煅猪骨为煅龙骨的最接近替代，以煅猪骨配合营养学中推荐使用的营养强化剂得到了无机元素含量相符（除有害元素外）的药品。黄玉慧称，煅龙骨和替代品在固涩缩尿和收敛化脓创面这两个方面，于小鼠中没有差异。
牡蛎（牡蛎壳）在《注解伤寒论》《本草求真》中都被认定为是与龙骨相似的药物，虽然归经不同，但效果有类。两者在后代医家中常配伍使用。两者化学成分类似，在小鼠实验和人类临床上平肝潜阳、镇静安神、收敛固涩的作用也接近，或许说明牡蛎可作为龙骨的替代品使用。

## 龙齿
龙齿也是一味中药，定义为古代哺乳动物三趾马、犀类、鹿类、牛类、象类等的牙齿化石。产地、药性、功效方面与龙骨有诸多共同之处，专攻镇静安神、平肝潜阳，无收敛固涩之功效。

## 类似的传统
在西方，一个持续了几个世纪的争议是：入药的朱砂是天然矿物，还是大象血和龙血的混合物？
在南美洲的阿拉里佩盆地中，龟鳖目化石，主要是海龟的化石，被交感巫术用于治疗注意力不足过动症和类似症状。化石壳被刮下来口服作为镇静剂。在塞浦路斯，倭河马（Hippopotamus minor）的化石遗骸被认为是圣法努里奥斯的遗物，从16世纪到1970年代被用作万灵药。 H. minor 的一个次要同物异名是 Phanourios minutus，是以该圣徒命名的。
- McCormick, James P.; Parascandola, John. . Pharmacy in History (American Institute of the History of Pharmacy). 1981, 23 (2): 55–70  [2023-10-24]. ISSN 0031-7047. JSTOR 41109277. PMID 11610851.
- Geer, Alexandra van der; Michael, Dermitzakis.  (PDF). Hellenic Journal of Geosciences. 2008, 45: 323–332.

## 外部連結
- 龍骨 Long Gu（页面存档备份，存于） 中藥標本數據庫 (香港浸會大學中醫藥學院) （繁體中文）（英文）